# San Francisco del Mezquital
Mezquital (Tepehuan: Boodamtam) est une ville située dans la municipalité de Mezquital dans l'état de Durango, au nord-ouest du Mexique et se situant à environ 80 kilomètres de la capitale. Elle est localisée au nord-est de la municipalité, près de la municipalité de Suchil. En 2010, la ville avait une population de 1742 habitants.
Il existe une incertitude quant au nom officiel de cette capitale municipale. Selon une encyclopédie en ligne des municipalités du Mexique éditée par le secrétariat fédéral de la gouvernance, le nom de cette ville est tout simplement Mezquital, mais le service postal fédéral donne San Francisco del Mezquital, qui est le nom du second couvent fondé dans les environs pendant l'époque coloniale.

## Climat
| Mois                                  | jan.      | fév.     | mars      | avril     | mai       | juin      | jui.      | août    | sep.      | oct.      | nov.      | déc.      | année |
| ------------------------------------- | --------- | -------- | --------- | --------- | --------- | --------- | --------- | ------- | --------- | --------- | --------- | --------- | ----- |
| Température minimale moyenne (°C)     | 7,9       | 9,3      | 11,2      | 15,2      | 18,5      | 20,6      | 19,6      | 19      | 18,9      | 15,3      | 10,7      | 7,9       | 14,3  |
| Température moyenne (°C)              | 16        | 18       | 20,6      | 24,2      | 26,7      | 27,8      | 25,7      | 25,1    | 25,5      | 22,9      | 19        | 15,6      | 22,3  |
| Température maximale moyenne (°C)     | 24,1      | 26,7     | 30        | 33,1      | 34,8      | 34,9      | 31,7      | 31,1    | 32,1      | 30,5      | 27,4      | 23,3      | 30    |
| Record de froid (°C) date du record   | 5,5 1964  | 5,7 1971 | 9 1964    | 11,9 1962 | 14,8 1959 | 18,4 1979 | 17,6 1974 | 17 1982 | 17,3 1979 | 12,2 1970 | 8,7 1975  | 4,1 1973  |       |
| Record de chaleur (°C) date du record | 29,5 2003 | 32 2006  | 32,7 2003 | 38,1 2002 | 41,1 2002 | 40,4 2002 | 35,5 2002 | 35 1962 | 36,6 2005 | 34,9 2002 | 32,8 2005 | 28,2 2003 |       |
| Précipitations (mm)                   | 27,5      | 11,2     | 4,3       | 2,6       | 6,2       | 51,9      | 118,4     | 124,5   | 79,3      | 25,1      | 11,4      | 25,7      | 488,1 |
| Nombre de jours avec précipitations   | 2,2       | 1,2      | 0,4       | 0,6       | 1,1       | 7,1       | 15,1      | 15      | 9,4       | 3,1       | 1,3       | 2,5       | 59    |

| Diagramme climatique                                  |             |           |             |             |              |               |             |              |              |              |             |
| J                                                     | F           | M         | A           | M           | J            | J             | A           | S            | O            | N            | D           |
| 24,17,927,5                                           | 26,79,311,2 | 3011,24,3 | 33,115,22,6 | 34,818,56,2 | 34,920,651,9 | 31,719,6118,4 | 31,119124,5 | 32,118,979,3 | 30,515,325,1 | 27,410,711,4 | 23,37,925,7 |
| Moyennes : • Temp. maxi et mini °C • Précipitation mm |             |           |             |             |              |               |             |              |              |              |             |